# Bojica Nikčević
Bojica Nikčević (in serbo Бојица Никчевић?; Antivari, 4 febbraio 2000) è un calciatore montenegrino, centrocampista del Čukarički.

## Carriera
Cresciuto nel settore giovanile del Čukarički, debutta in prima squadra il 20 luglio 2019 in occasione dell'incontro di Superliga vinto 1-0 contro il Napredak Kruševac.